# Endre von Ivánka
Endre Ivánka de Draskócz et Jordanföld (* 24. September 1902 in Budapest; † 6. Dezember 1974 in Wien) war ein ungarisch-österreichischer Klassischer Philologe und Byzantinist.

## Leben
Der Sohn eines ungarischen Landadeligen und einer Schwester des Dichters Richard von Schaukal wuchs in Wien auf, wo er am Schottengymnasium die Matura erlangte. Zunächst studierte er an der Universität Wien und in Rom je ein Jahr lang Theologie, dann in Wien Klassische Philologie und Philosophiegeschichte. Er promovierte 1926 unter Hans von Arnim mit der Dissertation Die Rolle des Praktischen in der Philosophie des Aristoteles an seiner Staatslehre dargestellt. Anschließend übernahm er zunächst die Bewirtschaftung des Familienguts im Komitat Nógrád, zog 1932 nach Solymár bei Budapest und habilitierte sich 1933 bei Ákos von Pauler in Budapest für Antike Philosophie. 1940 erhielt er eine außerordentliche Professur an der Universität Koloszvár (Klausenburg), wo er 1941 bis 1944 als Ordinarius für Klassische Philologie und Geschichte des Altertums wirkte. Nach dem Zweiten Weltkrieg ging er nach Österreich zurück und trat zunächst eine Gastprofessur für Klassische Philologie an der Universität Wien an; 1947 folgte die Berufung an die Universität Graz als Extraordinarius für Klassische Philologie, 1961 als Ordinarius für Byzantinistik. 1969 wurde er emeritiert.

## Werke (Auswahl)
- Die aristotelische Politik und Städtegründungen Alexanders des Grossen. Wege des Verkehrs und der kulturellen Berührung mit dem Orient in der Antike. Zwei Studien zur antiken Geschichte. Görög filológiai intézet, Budapest 1938.
- Hellenisches und Christliches im frühbyzantinischen Geistesleben. Herder, Wien 1948.
- Plato christianus. Übernahme und Umgestaltung des Platonismus. Johannes, Einsiedeln 1964.
- Rhomäerreich und Gottesvolk. Das Glaubens-, Staats- und Volksbewusstsein der Byzantiner und seine Auswirkung auf die ostkirchlich-europäische Geisteshaltung. Alber, Freiburg im Breisgau 1968.
- Aufsätze zur byzantinischen Kultur. Hakkert, Amsterdam 1984, ISBN 90-256-0889-2.

Ein Schriftenverzeichnis befindet sich in: Kairos. Bd. 15 (1973), S. 319–323.